# Dalen (roman)
Dalen är en roman från 1975 av den svenske författaren Stig Strömholm. Den utspelar sig i Gallien på 400-talet, under Attilas invasion av Europa, och kretsar kring en ung romersk ädling som får i uppgift att rädda sin farbrors livsverk, en Vergiliuskommentar, för eftervärlden.
Romanen var Strömholms skönlitterära debut. Den har översatts till danska, franska och tyska; den danska utgåvan översattes av drottning Margrethe. Dalen fick två uppföljare, Fälten och Skogen.

## Mottagande
Bengt Cederback skrev i Bonniers litterära magasin:
Berättelsen är förlagd till ett par veckor under slutet av mars och början av april år 451. Livet i villan, i stort som smått, skildras av en kunnig författare, en som är djupt förtrogen med historien. Han är dessutom en säker stilist och lyckas skapa en mycket spännande berättelse.
Cederback menade dock att Strömholms skildring var "alltför sofistikerad" och skrev: "Det är som om vetenskapsmannen inte kunnat hålla fingrarna i styr, vilket också kan uttryckas så han döljer sig."